# 雷梅德·冈苏赫
雷梅德·冈苏赫（羅馬化：Lüimediin Gansükh；1963年—）蒙古族，籍贯不详，蒙古国政治人物。

## 生平
冈苏赫生于1963年。早年学习土木工程。后来曾任民主党总书记。2004年9月，作为民主党总书记，率民主党代表团，与国家大呼拉尔副主席、公民意志－共和党主席桑加苏伦·奥云率领的蒙古公民意志－共和党代表团，由总书记道伦金·依德布赫滕率领的蒙古人民革命党代表团一道访问中华人民共和国。在2004年国家大呼拉尔选举中，冈苏赫作为“祖国－民主联盟”候选人在达尔汗乌拉省第52选区当选国家大呼拉尔委员。2008年9月，被任命为蒙古国环境和旅游部部长。